# Институт биологии и химии МПГУ
Институт биологии и химии — учебно-научное подразделение в составе Московского педагогического государственного университета (МПГУ) города Москва. Здания института расположены на Улице Кибальчича дом 6, корпуса 1 - 3.

## История и современность
Институт был создан в МПГУ в 2014 году путём объединения биолого-химического и химического факультетов. В настоящее время структурное подразделение готовит специалистов в области преподавания естественных наук.

### Отделение и факультет естестествознания
Физико-математический факультет был основан в 1900 году на Московских высших женских курсах, при нём было Отделение естествознания.
В этот период на факультете профессорами работали В. И. Вернадский, М. А. Мензбир, Н. К. Кольцов, А. Ф. Котс, С. С. Четвериков и др., внесшие большой вклад в развитие биологии.

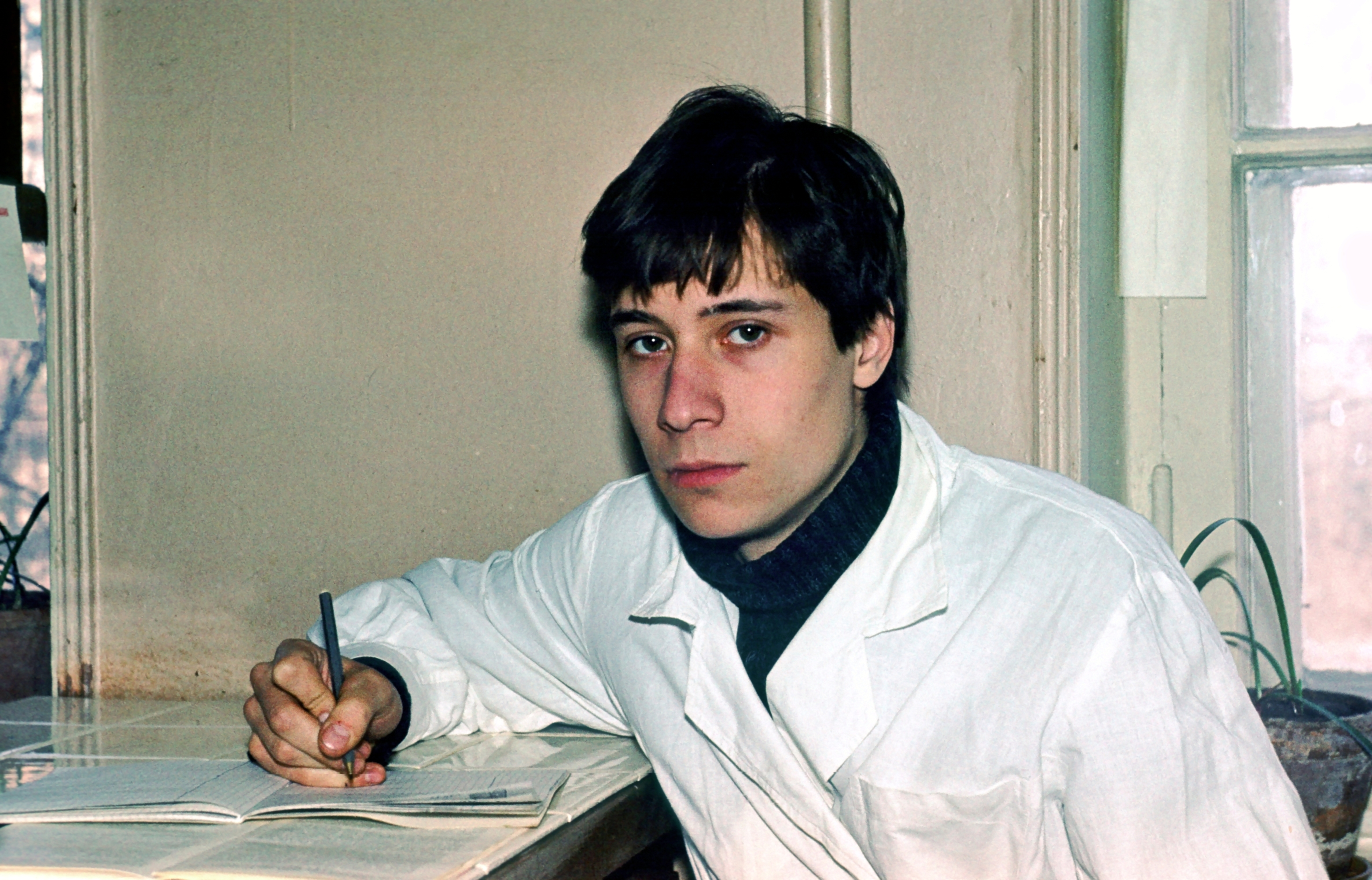
Студент А. А. Громов, 1983

В 1929 году на основе 2-го МГУ было создано три вуза: 2-й Московский медицинский институт, Московский институт тонкой химической технологии и Московский государственный педагогический институт (МГПИ). Был образов
В годы войны МГПИ продолжал работу, ему было присвоено имя В. И. Ленина. В 1960 году к нему присоединили МГПИ им. В. П. Потёмкина.

### Биолого-химический факультет

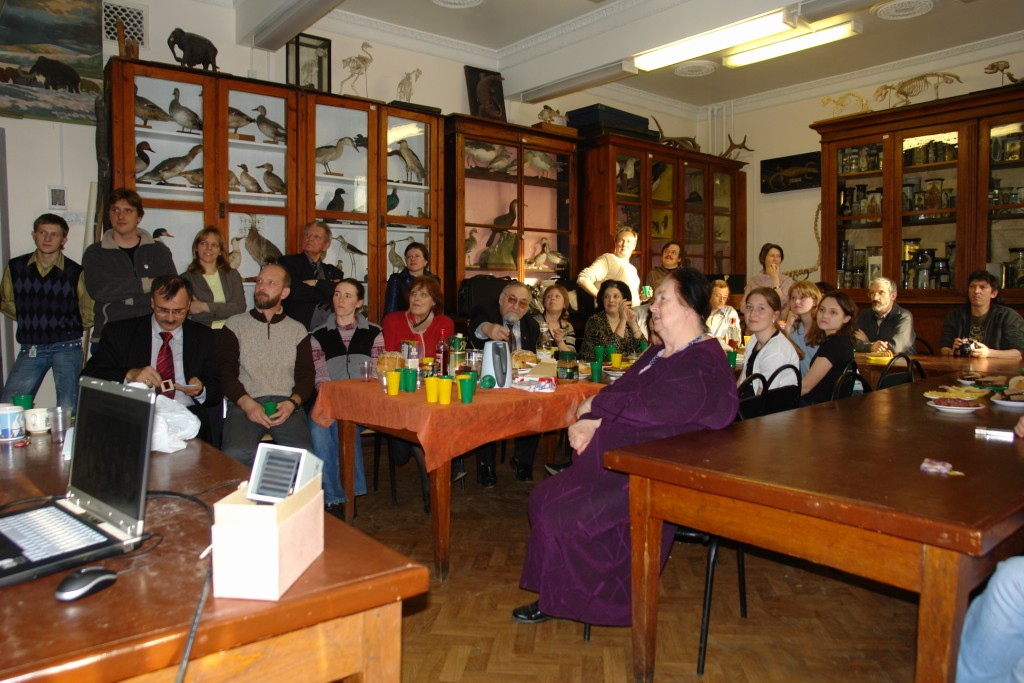
60-летие Кафедры зоологии и экологии, 2009 г.

На кафедре зоологии и дарвинизма под руководством профессоров С. П. Наумова (1905—1982) и А. В. Михеева (1907—1999) были созданы и успешно развиваются такие научные направления, как экология птиц и млекопитающих, сезонные миграции птиц; и почвенная зоология под руководством М. С. Гилярова и Н. М. Черновой.
На кафедре ботаники под руководством профессоров А. А. Уранова, Т. И. Серебряковой и И. Г. Серебрякова сформировались такие научные направления, как экологическая и популяционная морфология растений.
Кафедра методики преподавания биологии, руководимая педагогом, организатором Биологической станции юннатов (БЮН) Б. В. Всесвятским играла важную роль в методической подготовке студентов.
На кафедре общей и неорганической химии под руководством профессора С. А. Балезина работал большой коллектив профессоров и преподавателей . Основной темой научных исследований кафедры была «коррозия металлов». Здесь работали профессора С. Д. Бесков, Н. Г. Ключников, доценты Л. В. Бабич, В. С. Солодкин, Г. Ф. Семиколенов, Н. Л. Харьковская и другие.
Долгое время, ещё со времен МВЖК, кафедрой органической и биологической химии заведовал С. Я. Демьяновский. Много лет кафедру возглавлял почетный профессор МПГУ Ю. Б. Филиппович, основатель научной школы «Биохимия насекомых». Здесь работали профессор А. Н. Смолин, методист профессор Д. П. Ерыгин.
Кафедрой анатомии и физиологии животных заведовали профессора В. И. Сухарев, В. М. Касьянов, Н. А. Кабанов, М. М. Курепина, работали профессор И. Г. Ковырев, доценты В. И. Никольская, В. В. Сапожников, К. А. Бирюкова. Исследования кафедры были направлены на изучение функций зрительного и других анализаторов, процессов утомления у школьников.
Биолого-Химический и Химический факультеты были независимыми структурами в МГПИ и МПГУ и располагались в разных районах Москвы.
1 августа 1990 года МГПИ был преобразован в Московский педагогический государственный университет (МПГУ).

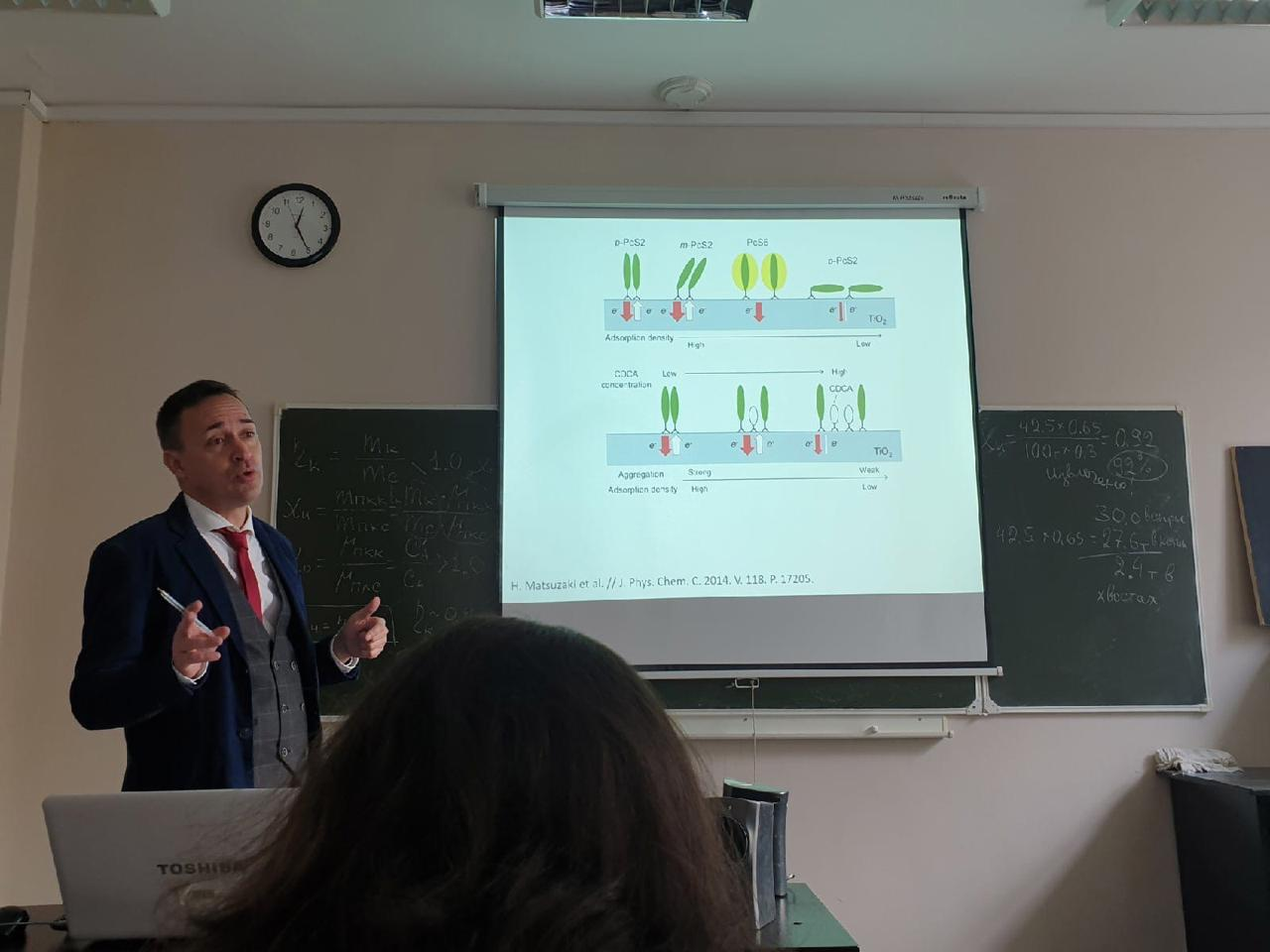
профессор А. В. Лобанов во время лекции по химии, 2021

## Химический факультет

Химический факультет МГПИ им. В. И. Ленина

Химический факультет был основан в 1961 году. Располагался в старинном здании по адресу Несвижский пер., д.3. Долгие годы на факультете преподавал известный химик-органик, член-корреспондент РАН, доктор химических наук Э. Е. Нифантьев.

Студентки Химического факультета МГПИ им. В. И. Ленина

## Направления обучения по профилям

### Бакалавриат
44.03.05 Педагогическое образование (с двумя профилями подготовки)
- Биология и иностранный (английский) язык
- Биология и химия
- Химия и экология
- Биология и экология
- Безопасность жизнедеятельности и экология

44.03.01 Педагогическое образование
- Биология

04.03.01 Химия
- Химия

06.03.01 Биология
- профиль: Биоэкология

### Магистратура
44.04.01 Педагогическое образование
- Биолого-экологическое образование
- Современные технологии биологического и химического образования
- Образовательные технологии в области безопасности жизнедеятельности

04.04.01 Химия
- Химия окружающей среды

06.04.01 Биология
- Экология

### Аспирантура
44.06.01 Образование и педагогические науки
- Теория и методика обучения и воспитания (химия)
- Теория и методика обучения и воспитания (биология)

04.06.01 Химические науки
- Неорганическая химия
- Органическая химия

06.06.01 Биологические науки
- Ботаника
- Зоология
- Экология
- Физиология
- Биохимия

## Кафедры института
Кафедры института биологии и химии:

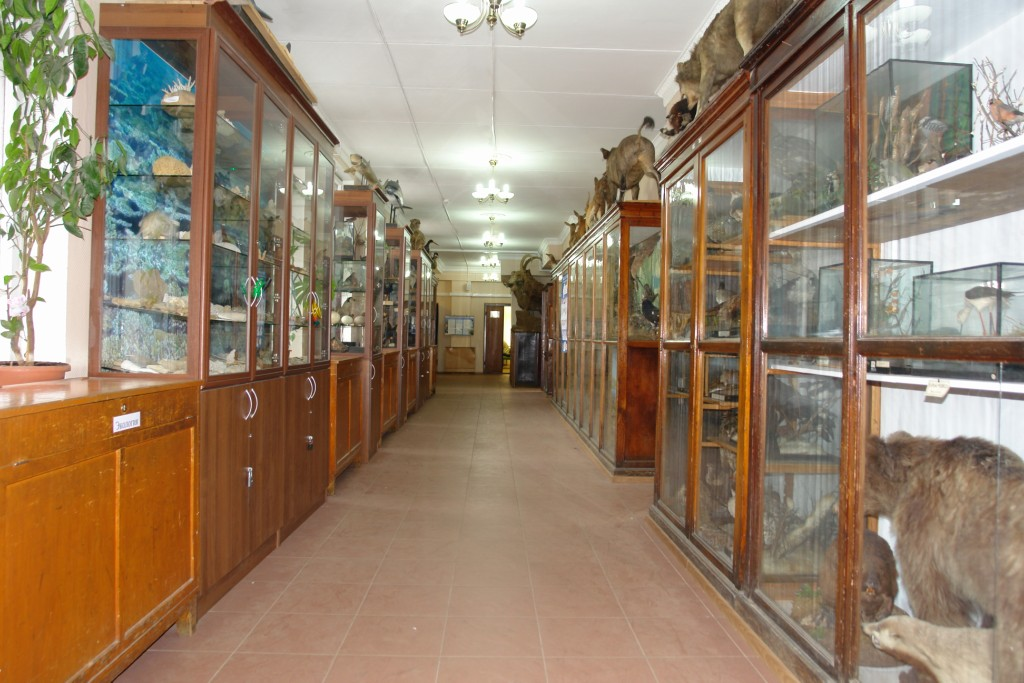
Этаж Кафедры зоологии и экологии

- Зоологии и экологии. (заведующий - доктор биологических наук И. А. Жигарев).
- Ботаники.
- Анатомии и физиологии человека и животных.
- Кафедра медицины и безопасности жизнедеятельности.
- Естественнонаучного образования и коммуникативных технологий.
- Кафедра общей химии (заведующий - доктор химических наук, профессор РАО А. В. Лобанов).
- Кафедра органической химии.
- Кафедра биохимии, молекулярной биологии и генетики.

## Научно-исследовательская работа
В Институте имеются эталонные коллекции различных групп животных.
Гербарная коллекция насчитывает 90 тысяч образцов растений, имеет международный гербарный индекс.
На базе Института биологии и химии открыты:
- Учебно-научный центр экологии и биоразнообразия
- Учебно-научный центр физико-химических методов исследования
- Научно-образовательный центр «Нанотехнологии»

Научные школы:
- Систематика и синэкология почвенных животных (почвенная зоология — коллемболы, панцирные клещи и др.) — Н. М. Чернова, Н. А. Кузнецова, М. Б. Потапов и др.
- Энтомологии (в основном жужелицы, прямокрылые и др.)
- Орнитологии (в основном хищные птицы, врановые, и др.)
- Белковый обмен у насекомых и механизмы его регуляции
- Онтогенез регуляции и координации функций организма
- Биоморфология растений
- Популяционная биология растений
- Экология наземных позвоночных
- Научно-методические основы преподавания зоологии и экологии
- Школа органической химии Э. Е. Нифантьева[3].

## Сотрудники и выпускники
Известные преподаватели:
- Бондарев, Всеволод Петрович (1929—2006)— геология
- Бутьев, Владимир Трофимович (1932—2024) — орнитология, биогеография
- Галушин, Владимир Михайлович (1932—2024) — орнитология
- Васильев, Дмитрий Борисович — герпетолог
- Гатцук, Людмила Евгеньевна (1934—2010) — ботаника
- Гиляров, Меркурий Сергеевич (1912—1985) — почвенная зоология
- Гуленкова, Мария Андреевна (1928—2013) — ботаника
- Дорохина, Людмила Николаевна — ботаника
- Ермакова, Инна Михайловна — ботаника
- Жукова, Людмила Алексеевна — ботаника
- Константинов, Владимир Михайлович (1937—2012) — орнитология
- Кузнецова, Наталия Александровна — экология микроартропод
- Лобанов, Антон Валерьевич - физическая и коллоидная химия
- Михеев, Алексей Васильевич[4] (1907—1999) — зоология, охрана природы
- Наумов, Сергей Павлович (1905—1987)— зоология
- Серебряков, Иван Григорьевич (1914—1969) — ботаника
- Серебрякова, Татьяна Ивановна (1922—1986) — ботаника
- Смирнова, Ольга Всеволодовна (1939—2024) — ботаника
- Уранов, Алексей Александрович (1901—1974) — ботаника
- Чернова, Нина Михайловна (1935—2010) — почвенная зоология, экология
- Шарова, Инесса Христиановна (1931—2021) — зоология беспозвоночных
- Шорина, Нина Ивановна (1934—2020) — ботаника
- Черняховский, Михаил Ефимович — зоология беспозвоночных, энтомолог и лыжник.

и другие.
Известные выпускники: